# قتل مستهدف

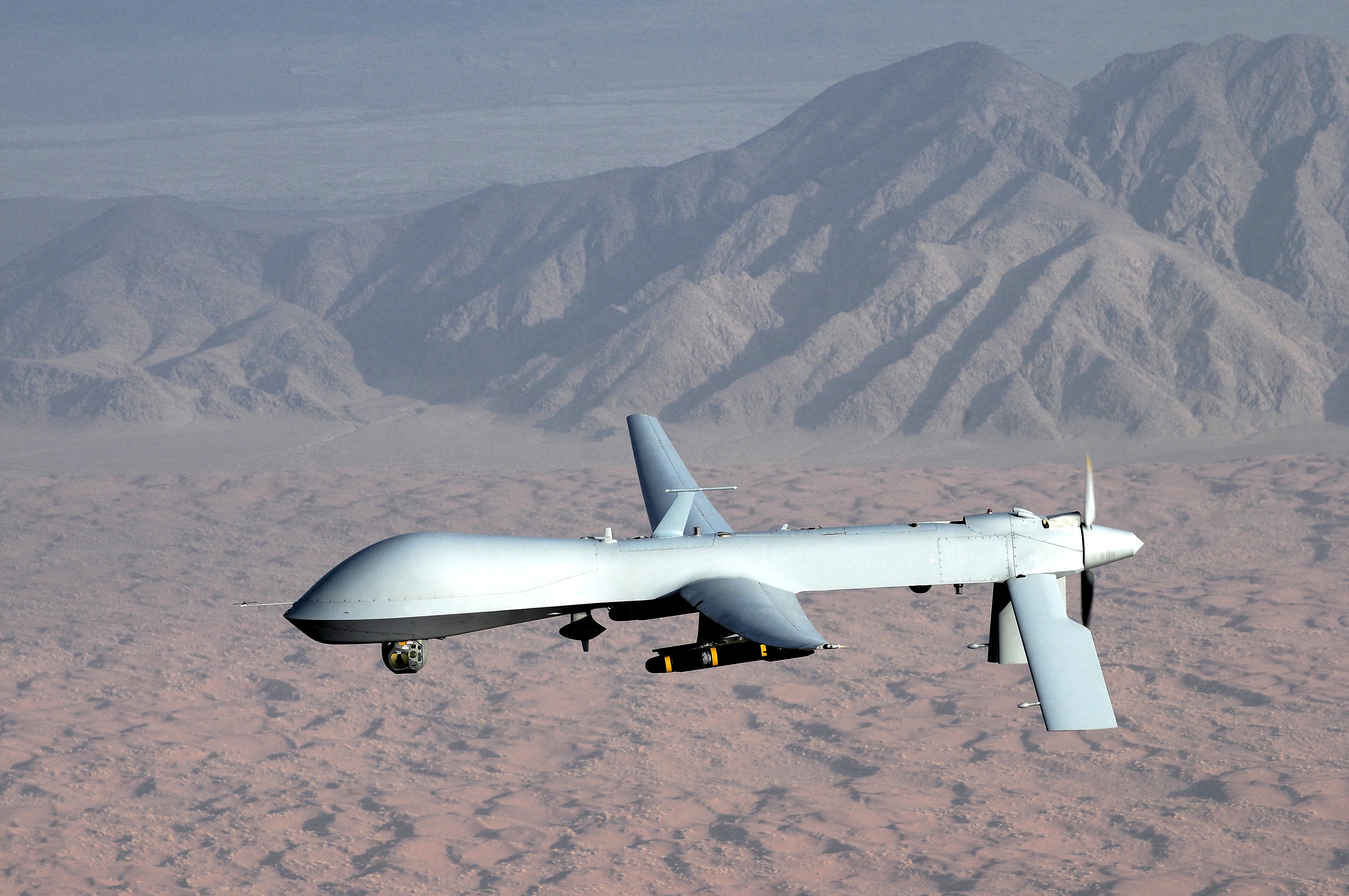
طائرة بدون طيار من نوع إم كيو-1 بريداتور تُستخدم في عملية القتل المستهدف

القتل المستهدف سياسة القتل المستهدف الأمريكية. تقول الولايات المتحدة إنها تتخذ كافة الاحتياطات الممكنة أثناء عمليات القتل المستهدف، لكنها قتلت مدنيين دون وجه حق وأصابت أهدافاً عسكرية مشكوك فيها.